# Mai 1974

## Évènements
- France : « Mai des banques » : mouvement de grève des principales banques françaises[1].
- Vague de grèves à Rangoon en Birmanie

- 2 mai : Raymond Barre publie dans La Vie française un article intitulé « Les candidats n'osent pas en parler : l’austérité ».

- 3 mai : ratification du Protocole additionnel à la Convention européenne des droits de l'homme (portant protection de la propriété, droit à l'instruction et droit à des élections libres).

- 7 mai : démission du chancelier Willy Brandt en RFA après l’arrestation d’un de ses collaborateurs, Günter Guillaume, pour espionnage au profit de l'Est.

- 10 mai : 
  - Séisme à Yibin en Chine: 20 000 morts.
  - France : débat télévisé de l'entre deux-tours. « Vous n'avez pas le monopole du cœur » de Valéry Giscard d'Estaing.

- 12 mai (Formule 1) : Grand Prix automobile de Belgique.

- 15 mai : António Spínola devient président de la République portugaise.

- 16 mai : 
  - Première explosion atomique indienne dans le désert du Rajasthan.
  - troisième Constitution en république fédérative socialiste de Yougoslavie.
  - Palma Carlos devient président du conseil au Portugal (fin le 14 juillet).
  - Helmut Schmidt devient chancelier en RFA[2].
  - En république fédérative socialiste de Yougoslavie, une troisième Constitution renforce l'autonomie de chaque nation, tout en accordant au maréchal Tito le poste de président à vie.

- 18 mai : Bouddha souriant en Inde.

- 19 mai : élection de Valéry Giscard d'Estaing à la présidence de la République française avec 50,8 % des suffrages exprimés contre François Mitterrand.

- 26 mai (Formule 1) : Grand Prix automobile de Monaco.

- 27 mai : 
  - Discours d'investiture de Valéry Giscard d'Estaing[3].
  - gouvernement Jacques Chirac (1).

- 31 mai[4] : un accord syro-israélien est signé. Les forces israéliennes acceptent de se retirer au-delà de la ligne de juin 1967 en échange de fournitures d’armes américaines.

## Naissances
- 7 mai : Jeremy Menez, footballeur français.
- 9 mai : Stephane Yelle, hockeyeur canadien.
- 10 mai : 
  - Jonathan Beare, rameur.
  - Quentin Elias, chanteur, danseur et mannequin français († 25 février 2014).
  - Sylvain Wiltord, footballeur français.
  - Doc Gynéco, auteur-compositeur-interprète, chanteur, rappeur et producteur français.
- 11 mai : Benoît Magimel, acteur français.
- 14 mai : 
  - Frédéric Volovitch, chanteur et guitariste français des groupes Les Wriggles et Volo.
  - Jennifer Allan, mannequin américaine et playmate.
- 16 mai : Laura Pausini, chanteuse italienne.
- 17 mai : Andrea Corr, chanteuse du groupe The Corrs.
- 18 mai : Chantal Kreviazuk, autrice-compositrice-interprète.
- 19 mai : Emma Shapplin, chanteuse française.
- 23 mai : Manuela Schwesig, femme politique allemande.
- 27 mai : Vanessa Blue, actrice pornographique américaine.
- 28 mai : Romain Duris, acteur français.
- 30 mai : 
  - Mohamed Gaya, homme politique algérien.
  - Rachel Keke, femme politique franco-ivoirienne et députée, porte-parole du mouvement de grève des femmes de chambre de l'hôtel Ibis.
  - Andry Rajoelina, Homme politique franco-malgache.

## Décès
- 20 mai : Jean Daniélou, cardinal français, jésuite et théologien (° 14 mai 1905).
- 24 mai : Duke Ellington, jazzman.
- 28 mai : Isabel Oyarzábal, écrivaine et diplomate espagnole (° 12 juin 1878)